# یواس‌اس والراس (اس‌اس-۴۳۱)
یواس‌اس والراس (اس‌اس-۴۳۱) (به انگلیسی: USS Walrus (SS-431)) یک زیردریایی بود که طول آن ۳۱۱ فوت ۹ اینچ (۹۵٫۰۲ متر) بود.